# Érythrasma
 Mise en garde médicale
L'érythrasma est une infection cutanée fréquente à Corynebacterium minutissimum (bactérie saprophyte). L'infection est localisée dans les plis (creux axillaire, creux inguinal, pli inter-fessier…) et consiste en une macule bien délimitée, de couleur rouge-brun avec de fines squames.
Les facteurs favorisants sont le diabète, l'obésité, une transpiration excessive.
Le diagnostic est fait à l'examen microscopique direct, ou à la lumière de Wood (fluorescence rouge). Le diagnostic différentiel est à faire avec la dermatophytose inguino-crurale (anciennement dénommé eczéma marginé de Hébra) grâce à une lampe de Wood (fluorescence rougeâtre saumonée),.
Le traitement consiste en des soins d'hygiène quotidiens avec un savon antiseptique contenant des trichlorcarbanilides et une antibiothérapie locale, off-label : Fucidin, Acnéryne gel, Erythromycine, pendant deux semaines, parfois associée aux crèmes imidazolées,,.